# Верх-Убинский район
Верх-Убинский район — административно-территориальная единица в составе Восточно-Казахстанской области, существовавшая в 1939—1959 годах.

## История
Верх-Убинский район с центром в селе Верх-Убинка был образован Указом Президиума Верховного Совета Казахской ССР от 16 октября 1939 года за счёт разукрупнения Кировского, Шемонаихинского районов и пригородной зоны города Риддер. В его состав вошли сельсоветы — Александровский, Большереченский, Верх-Убинский, Выдрихинский, Кабано-Разинский, Кировский, Куйбышевский, Малоубинский, Орловский, Секисовский и свиносовхоз «Убинский».
Указом Президиума Верховного Совета Казахской ССР от 30 ноября 1940 года в состав Шемонаихинского района передан Разинский сельсовет.
Указом Президиума Верховного Совета Казахской ССР от 18 октября 1951 года из административного подчинения Лениногорского горсовета в состав Верх-Убинского района передан Пахотный поссовет.
Указом Президиума Верховного Совета Казахской ССР от 20 июля 1959 года Верх-Убинский район упразднён. При этом Пахотный поссовет, Верхубинский, Выдрихинский и Большереченский сельсоветы были переданы в состав Шемонаихинского района, а Молоубинский, Куйбышевский и Секисовский сельсоветы — в состав Кировского района.